# (34184) Hegde
2000 QZ44 (asteroide 34184) é um asteroide da cintura principal. Possui uma excentricidade de 0.13290140 e uma inclinação de 5.50471º.
Este asteroide foi descoberto no dia 24 de agosto de 2000 por LINEAR em Socorro.